# Monte Pilatus
O Pilatus, como é conhecido o Monte Pilatus, é um maciço montanhoso nos Pré-Alpes não longe de Lucerna, na Suíça, e cujo cume está a cavalo nos cantões de  Obwald   Nidwald . O cume mais elevado, o Tomlishorn, culmina à 2 128 m, mas é o Pilatus Kulm, onde se encontra a estação de chegada do teleférico a 2 106 m que é designado erroneamente de Pilatus.
Esta montanha constituí uma atracção turística para Lucerna com a linha de caminho de ferro a cremalheira mais íngreme da mundo, o Caminho de Ferro Pilatus com uma declive máximo de 48 % e que foi aberto a 4  de Junho de  1889 e electrificado em 1937. A vista sobre Lucerna e o Lago dos Quatro Cantões magnífica.

## Lenda
Segundo a lenda o corpo de Pôncio Pilatos repousaria num no lago no alto da montanha, o que valeu à montanha ser maldito por muitos séculos. Aliás foi proibida a sua ascensão para impedir de se ir ver o "morto".

## Imagens

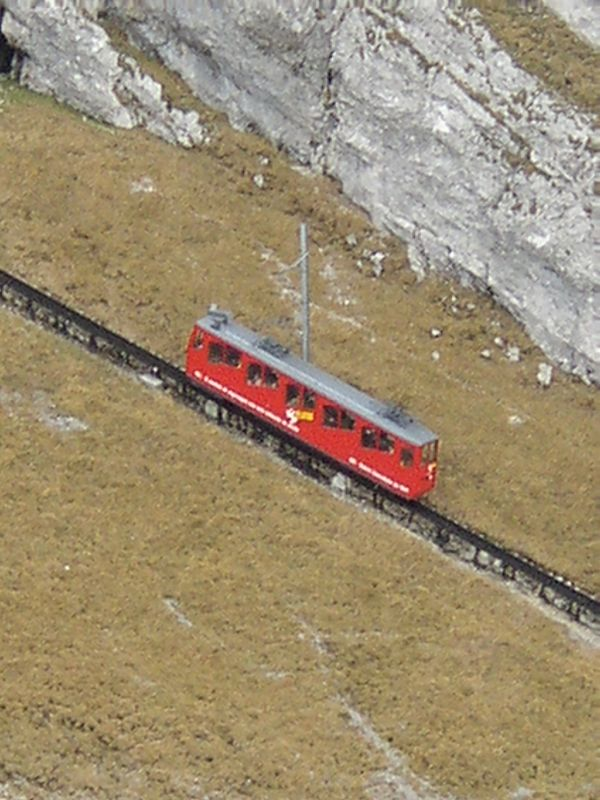
Declive de 48 %